# Bạch Đằng, quận Hai Bà Trưng
Bạch Đằng là một phường thuộc quận Hai Bà Trưng, thành phố Hà Nội, Việt Nam.
Phường Bạch Đằng có diện tích 1,13 km², dân số năm 2022 là 19.807 người, mật độ dân số đạt 17.528 người/km².